# Bernard Alane
Pour les articles homonymes, voir Alane.
Bernard Alane, né Bernard Vetel le 25 décembre 1948 dans le 15e arrondissement de Paris, est un acteur et chanteur français.
Jouant régulièrement au Théâtre, il est nommé à deux reprises aux Molières pour un second rôle.
Au cinéma, il est notamment « l'Hiberné » d'Hibernatus (1969) d'Édouard Molinaro.
Spécialisé dans les voix de personnages, il prête sa voix dans plusieurs productions françaises - étant la voix d'Averell Dalton depuis 2001 et celle de Panoramix depuis 2014 - ainsi que pour le doublage d'œuvres étrangères - étant la voix régulière de Stanley Tucci et Stephen Tobolowsky ainsi que celle de Maître Hibou depuis 1997.

## Biographie

### Jeunesse
Bernard Noël Vetel naît le 25 décembre 1948 à Paris 15e.

### Cinéma et télévision
Fils de la comédienne Annick Alane et frère de la comédienne Valérie Alane, Bernard Alane se fait connaître sur le petit écran dans les années 1970 et 1980, Bernard est engagé en 1969 par Édouard Molinaro pour incarner le personnage Paul Fournier (alias l'Hiberné) dans le film Hibernatus, aux côtés de Louis de Funès, pour lequel le tournage sera marqué de tensions,. La même année, il joue dans Mon oncle Benjamin, dans lequel il donne la réplique à Jacques Brel et Claude Jade. Il est par la suite oublié dans le domaine du cinéma. « J'étais le gendre idéal, propre sur lui et pas très sexué. À l'époque où je débutais arrivaient Gérard Depardieu et Patrick Dewaere. J'étais foutu avant d'avoir commencé », explique-t-il.
Bernard Alane se fait alors ensuite connaître sur le petit écran dans les années 1970 et 1980. Il devient une vedette de la télévision en 1975 avec le feuilleton Les Compagnons d'Eleusis. Dans les années 1980, il est entre autres Zadig dans Zadig ou la Destinée (1981) de Jean-Paul Carrère et Hubert dans L'Été de nos quinze ans de Marcel Jullian. Et dans La passion de Camille et Lucile Desmoulins il incarne, encore avec Claude Jade en Lucile, le révolutionnaire Camille Desmoulins.
En 2012, il participe à l'épisode Le Prince au camping de l'émission Camping Paradis. En 2015, il incarne le rôle de Charles de Gaulle dans le téléfilm diffusé sur France 3 Pierre Brossolette ou les passagers de la lune de Coline Serreau, que Bernard Alane qualifie de « défi passionnant ». En 2018, son rôle qu'il incarne depuis 2013 dans l'émission Commissaire Magellan est supprimé,. « J’ai fait 23 épisodes avec eux. On se connaissait tous. Quand j’arrivais, j’avais l’impression d’être en famille. C’est assez violent. Mais bon, le personnage tournait un peu en rond, ils ont voulu passer à autre chose », explique-t-il. Il reprend le personnage pour le dernier épisode de la série diffusé le 16 octobre 2021.

### Théâtre
Pensionnaire de la Comédie-Française de 1972 à 1973, il se réfugie dans le théâtre, et joue par la suite dans de nombreuses comédies musicales et a été nommé à deux reprises au Molière du comédien dans un second rôle pour La Jalousie de Sacha Guitry en 1993 et Sylvia en 1997.
En 1984, il joue dans la pièce Nono dans le rôle de Jacques.
En 2013, il joue dans la pièce Trois lits pour huit d'Alan Ayckbourn. En 2018, il incarne le personnage de Hermann Bürstein dans la pièce La Légende d'une vie de Stefan Zweig.

### Création de voix et doublage
Très actif également dans les voix de personnages dʼanimation, Bernard Alane participe à de nombreuses productions françaises. Ainsi, il succède à Pierre Tornade pour le rôle de Averell Dalton dans la série Les Nouvelles Aventures de Lucky Luke (2001), dans le film Tous à l'Ouest (2007), et plus tard dans la série Les Dalton (2009-2015). Interprète du barde Assurancetourix dans Astérix et les Vikings (2006), il rejoint lʼunivers dʼAstérix en 2014 pour Le Domaine des dieux, où il joue Panoramix, succédant ainsi à Vania Vilers. Il retrouvera le personnage en 2018 pour la suite Le Secret de la potion magique, ainsi que pour le jeu vidéo Astérix et Obélix XXL 3 : Le Menhir de cristal (2019) et les adaptations en version audio des bandes dessinées,. En 2012, il interprète Mishima Tuvache dans lʼadaptation en film dʼanimation du roman de Jean Teulé Le Magasin des suicides, tout comme il interprète Atcham dans les séries Dofus : Aux trésors de Kerubim (2013) et Wakfu (2008), ainsi que dans le film Dofus, livre 1 : Julith (2016) – ces trois œuvres font partie de lʼunivers partagé Krosmoz.
Du côté du milieu du doublage, il est entre autres la voix principale de Stanley Tucci, Stephen Tobolowsky et Patrick Bauchau, tout comme il est une voix redondante de Ray Liotta et Kevin Spacey, en particulier dans le film à succès Seven (1995) pour ce dernier.
Il double également dans de nombreux films et séries d'animation, notamment chez Disney pour qui il double, entre autres, dans Aladdin (1992) – où il est la voix parlée et chantée du colporteur – et Le Bossu de Notre-Dame (1996) – où il interprète Clopin. À partir de Winnie l'ourson 2 (1997), il devient la voix française de Maître Hibou, mais il prête aussi sa voix dans des films de Pixar et DreamWorks, tels que 1 001 Pattes (1998), Kung Fu Panda 2 et Cars 2 (tous deux sortis en 2011). Il double également le chat Snowbell dans Stuart Little (1999).
Il prête sa voix au chat Ramsès dans les publicités Feu vert entre 2009 et 2020. Depuis le 3 mai 2019, il est la voix française du fantôme accueillant les visiteurs dans l'attraction Phantom Manor du parc Disneyland Paris.

## Théâtre
- 1962 : Les Joyeuses Commères de Windsor de William Shakespeare, mise en scène de Guy Lauzin, théâtre de l'Ambigu
- 1967 : Pygmalion de George Bernard Shaw, mise en scène de Pierre Franck, théâtre de l'Œuvre
- 1968 : Roméo et Juliette de William Shakespeare, mise en scène de Michael Cacoyannis, TNP-théâtre de Chaillot
- 1971 : Pauvre France de Ron Clark et Sam Bobrick, adaptation de Jean Cau, mise en scène de Michel Roux, théâtre Fontaine
- 1972 : Le Bourgeois gentilhomme de Molière, mise en scène de Jean-Louis Barrault, Comédie-Française
- 1973 : Le Médecin volant de Molière, mise en scène de Francis Perrin, Comédie-Française
- 1973 : Tartuffe de Molière, mise en scène de Jacques Charon, Comédie-Française
- 1973 : Un fil à la patte de Georges Feydeau, mise en scène de Jacques Charon, Comédie-Française
- 1973 : Les Fourberies de Scapin de Molière, mise en scène de Jacques Échantillon, théâtre des Champs-Élysées
- 1974 : Le Péril bleu ou Méfiez-vous des autobus de et mise en scène de Victor Lanoux, théâtre des Mathurins
- 1974 : Citron automatique écrit, joué et mise en scène de Francis Perrin, théâtre des Bouffes-Parisiens
- 1978 : Almira de Pierre-Jean de San Bartholomé, mise en scène de l'auteur, Espace Pierre Cardin
- 1979 : Le Philanthrope de Christopher Hampton, mise en scène de Michel Fagadau, théâtre Montparnasse
- 1979 : Zadig ou la Destinée de Voltaire, mise en scène de Jean-Louis Barrault, théâtre d'Orsay
- 1980 : Les Bons Bourgeois de René de Obaldia, mise en scène de Jacques Rosny, théâtre Hébertot
- 1982 : L'Avantage d’être constant d'Oscar Wilde, mise en scène de Pierre Boutron, théâtre des Mathurins
- 1984 : William Ier de Jean-François Prévand et Sarah Sanders, mise en scène de Jean-François Prévand, théâtre La Bruyère
- 1984 : Nono de Sacha Guitry, mise en scène de Robert Manuel.
- 1985 : Gigi de Colette, mise en scène de Jean Meyer, théâtre des Nouveautés
- 1988 : Si jamais je te pince !... d'Eugène Labiche, mise en scène de Philippe Rondest, théâtre des Bouffes-Parisiens
- 1989 : Opérette de Witold Gombrowicz, mise en scène de Jorge Lavelli, Théâtre national de la Colline
- 1991 : Peter Pan, comédie musicale de Carolyn Leigh, Betty Comden et Adolph Green d'après J. M. Barrie, musique Mark Charlap et Jule Styne, mise en scène d'Alain Marcel, Casino de Paris : le capitaine Crochet
- 1992 : La Jalousie de Sacha Guitry, mise en scène de Jean-Claude Brialy, théâtre des Bouffes-Parisiens
- 1993 : Kiss Me, Kate comédie musicale de Samuel et Bella Spewack d'après La Mégère apprivoisée de William Shakespeare, musique et lyrics Cole Porter, mise en scène d'Alain Marcel, théâtre Mogador
- 1993 : Professeur Higgins (My Fair Lady), Opéra royal de Wallonie, Liège
- 1996 : Sylvia de A. R. Gurney, mise en scène de Lars Schmidt, théâtre des Bouffes-Parisiens
- 1998 : Un mari idéal d'Oscar Wilde, mise en scène d'Adrian Brine, théâtre Antoine
- 1998 : La Mouette d'Anton Tchekhov, mise en scène de Christophe Lidon, La Criée, théâtre Silvia-Monfort
- 1999 : La Cage aux folles comédie musicale d'Harvey Fierstein d'après la pièce de Jean Poiret, musique de Jerry Herman, mise en scène d'Alain Marcel, théâtre Mogador
- 2000 : Le Sire de Vergy de Gaston Arman de Caillavet et Robert de Flers, musique de Claude Terrasse, mise en scène d'Alain Sachs, théâtre des Bouffes-Parisiens
- 2000 : La Chauve-Souris, opérette de Johann Strauss fils, mise en scène de Coline Serreau, Opéra Bastille : Frosch, gardien de prison
- 2002 : Le Dindon de Georges Feydeau, mise en scène de Francis Perrin, théâtre des Bouffes-Parisiens
- 2004 : Les Bonniches de Daniel Besse, mise en scène d'Alain Sachs, théâtre Hébertot
- 2004 : Viva l'Opéra (Comique), spectacle musical de Benoît Duteurtre, mise en scène de Robert Fortune, Opéra-Comique
- 2006 : Romance de David Mamet, mise en scène de Pierre Laville, théâtre Tristan-Bernard
- 2008 : Héloïse de Patrick Cauvin, mise en scène de Patrice Leconte, théâtre de l'Atelier
- 2009 : Les Dames du jeudi de Loleh Bellon, mise en scène de Christophe Lidon, Centre national de création d'Orléans
- 2010 : Les Dames du jeudi de Loleh Bellon, mise en scène de Christophe Lidon, théâtre de l'Œuvre
- 2011 : Pour l'amour de Gérard Philipe de Pierre Notte, mise en scène de Pierre Notte, théâtre La Bruyère
- 2012 : La Belle Hélène de Jacques Offenbach, mise en scène de Corinne et Gilles Benizio, Opéra royal de Wallonie-Liège
- 2013 : Trois lits pour huit d'Alan Ayckbourn, mise en scène de Jean-Luc Moreau, théâtre Saint-Georges
- 2014 : C'est noël tant pis de et mise en scène de Pierre Notte, Théâtre du Rond-Point
- 2016 : L’impresario de Smyrne de Carlo Goldoni, mise en scène de Christophe Lidon, Théâtre Montansier puis tournée
- 2018 : La Légende d'une vie de Stefan Zweig, mise en scène de Christophe Lidon, Centre national de création d'Orléans, puis théâtre Montparnasse
- 2021 : Chers parents d'Emmanuel Patron et Armelle Patron, théâtre de Paris

## Filmographie

### Cinéma
- 1969 : Hibernatus d'Édouard Molinaro et Pierre Cosson : Paul Fournier, dit « l'Hiberné »[3]
- 1969 : Mon oncle Benjamin d'Édouard Molinaro : le vicomte Hector de Pont-Cassé
- 1976 : Dracula père et fils d'Édouard Molinaro
- 1977 : La Vie parisienne de Christian-Jaque : Raoul de Gardefeu
- 1978 : Violette Nozière de Claude Chabrol : le fils Pinguet
- 1982 : L'Été de nos quinze ans de Marcel Jullian : Hubert
- 1982 : Qu'est-ce qu'on attend pour être heureux ! de Coline Serreau : le chef de produit
- 1984 : Le Soulier de satin de Manoel de Oliveira : le vice-roi de Naples
- 1986 : Le Goûter chez Niels de Didier Martiny - court-métrage
- 1992 : Les Amies de ma femme de Didier van Cauwelaert : Toucasse
- 1992 : L'Arrière-pensée de Henri-Louis Poirier - court-métrage
- 1998 : L'Échappée belle de Étienne Dhaene : Georges
- 1998 : Le Dîner de cons de Francis Veber : Pascal Meneaux (voix au téléphone)
- 2001 : Sur mes lèvres de Jacques Audiard : Morel
- 2002 : Dans ma peau de Marina de Van : Philippe Guignard
- 2005 : Espace Détente de Yvan Le Bolloc'h et Bruno Solo : le président
- 2008 : Agathe Cléry d'Étienne Chatiliez : Philippe Guignard
- 2010 : Donnant donnant d'Isabelle Mergault : le docteur Harvey
- 2023 : Sous le tapis de Camille Japy : Jean

### Télévision

#### Téléfilms
- 1971 : Tartuffe de Molière, réalisation Marcel Bluwal
- 1975 : Au bois dormant de Pierre Badel : Aurélien
- 1978 : Les Amours sous la Révolution : La Passion de Camille et Lucile Desmoulins de Jean-Paul Carrère : Camille Desmoulins
- 1993 : La Dame de Lieudit de Philippe Monnier
- 1995 : V'la l'cinéma ou le roman de Charles Pathé de Jacques Rouffio
- 1997 : Le Baiser sous la cloche d'Emmanuel Gust
- 2004 : Haute Coiffure, téléfilm de Marc Rivière : Charles Lefèvre
- 2005 : Le Fantôme du lac de Philippe Niang : le docteur Duval
- 2006 : Le Grand Charles de Bernard Stora : Paul Ramadier
- 2007 : L'Affaire Sacha Guitry de Fabrice Cazeneuve : Paul Delzons
- 2008 : Beethoven : Une star est née ! de Mike Elliott : Sal
- 2010 : Contes et nouvelles du XIXe siècle : Aimé de son concierge de Olivier Schatzky : Monsieur Mulot
- 2013 : 15 jours ailleurs de Didier Bivel : Professeur Leonetti
- 2015 : Pierre Brossolette ou les passagers de la lune de Coline Serreau : Charles de Gaulle
- 2018 : Meurtres à Brides-les-Bains d'Emmanuel Rigaut : Charles Debreuil

#### Séries télévisées
- 1965 : Les Jeunes Années, épisode 15 de Joseph Drimal : un élève de Daumier (non crédité)
- 1973 : Joseph Balsamo d'André Hunebelle
- 1973 : La Porteuse de pain de Marcel Camus
- 1973 : Molière pour rire et pour pleurer de Marcel Camus
- 1975 : Les Compagnons d'Eleusis de Claude Grinberg : Vincent
- 1978 : Les Folies Offenbach, épisode Le Passage des Princes de Michel Boisrond
- 1991 : Bergerac, épisode The Dark Horse : Henri
- 1995 : Nestor Burma, épisode Nestor Burma dans l'île : Robert Roy
- 1997 : Les Cordier, juge et flic, épisode Cathy : le docteur Bréaud
- 1998 : Docteur Sylvestre, épisode Mémoire blanche : le docteur Galland
- 2002 : La Crim', épisode Le Dernier Convoi : Jacques Bouvier
- 2003 : Père et Maire, épisode 4 : Association de bienfaiteurs : M. Touraine
- 2003 : Les Cordier, juge et flic, épisode Fausses notes : Simon Hennequin
- 2005 : Le juge est une femme, épisode Ficelle : Philippe Delmont

1977 : Commissaire Moulin, épisode Marée basse : le juge d'instruction
- 2011-2018 et 2021 : Commissaire Magellan : le procureur Paul Gravillac
- 2012 : Camping Paradis, épisode Le Prince au Camping (saison 4, épisode 2) de Éric Duret : Bertrand (le chauffeur/majordome)
- 2019 : Capitaine Marleau - épisode Le Grand Huit : Henri
- 2024  : Ça, c'est Paris ! de Marc Fitoussi : Patrick Garonne

### Au théâtre ce soir
- 1969 : George et Margaret de Marc-Gilbert Sauvajon d'après Gérald Savory et Jean Wall, mise en scène Jacques-Henri Duval, réalisation Pierre Sabbagh, théâtre Marigny
- 1970 : C'est malin de Fulbert Janin, mise en scène Jacques Fabbri, réalisation Pierre Sabbagh, théâtre Marigny
- 1970 : Les Joyeuses Commères de Windsor de William Shakespeare, mise en scène Jacques Fabbri, réalisation  Pierre Sabbagh, théâtre Marigny
- 1970 : Aux quatre coins de Jean Marsan, mise en scène Jean-Pierre Darras, réalisation  Pierre Sabbagh, théâtre Marigny
- 1971 : Misère et noblesse d'Eduardo Scarpetta, mise en scène Jacques Fabbri, réalisation  Pierre Sabbagh, théâtre Marigny
- 1971 : La lune est bleue de Hugh Herbert, adaptation Jean Bernard-Luc, mise en scène René Clermont, réalisation  Pierre Sabbagh, théâtre Marigny
- 1972 : Adorable Julia de Marc-Gilbert Sauvajon, mise en scène René Clermont, réalisation Georges Folgoas, théâtre Marigny
- 1974 : La Parisienne d'Henry Becque, mise en scène René Clermont, réalisation Georges Folgoas, théâtre Marigny
- 1974 : La Grande Roue de Guillaume Hanoteau, mise en scène Jacques Mauclair, réalisation Georges Folgoas, théâtre Marigny
- 1975 : La Mandragore de Roland Jouve d'après Machiavel, mise en scène Jacques Ardouin, réalisation Pierre Sabbagh, théâtre Édouard VII
- 1978 : L'Amant de cœur de Louis Verneuil, mise en scène Robert Manuel, réalisation Pierre Sabbagh, théâtre Marigny
- 1979 : Le Train pour Venise de Louis Verneuil et Georges Berr, mise en scène Robert Manuel, réalisation Pierre Sabbagh, théâtre Marigny
- 1984 : Nono de Sacha Guitry, mise en scène Robert Manuel, réalisation Pierre Sabbagh, théâtre Marigny
- 1984 : Georges Courteline au travail de Sacha Guitry et Boubouroche de Georges Courteline, mise en scène Robert Manuel, réalisation Pierre Sabbagh, théâtre Marigny

### Autres
- 2015 : Le Procès du procès de Jeanne d'Arc d'Olivier Brunet, diffusé dans l'Historial Jeanne d'Arc à Rouen : Jean II Jouvenel des Ursins[14]

## Doublage
Note 1 : Cette section regroupe les rôles pour lesquels Bernard Alane a prêté sa voix pour des productions françaises ainsi que pour le doublage d'œuvres étrangères.
Note 2 : Les années en italique correspondent aux sorties initiales des films dont Bernard Alane a assuré le redoublage ou le doublage tardif.

### Cinéma

#### Films
- Stanley Tucci dans (28 films) :
  - Fusion (2003) : Dr Conrad Zimsky
  - Le diable s'habille en Prada (2006) : Nigel
  - Julie et Julia (2009) : Paul Child
  - Lovely Bones (2010) : George Harvey
  - Easy Girl (2010) : Dill Penderghast
  - Burlesque (2010) : Sean
  - Captain America: First Avenger (2011) : Dr Abraham Erskine
  - Hunger Games (2012) : Caesar Flickerman
  - Margin Call (2012) : Eric Dale
  - Jack le chasseur de géants (2013) : Roderick, le conseiller du roi
  - Hunger Games : L'Embrasement (2013) : Caesar Flickerman
  - Le Cinquième Pouvoir (2013) : James Boswell
  - Transformers : L'Âge de l'extinction (2014) : Joshua Joyce
  - Hunger Games : La Révolte, partie 1 (2014) : Caesar Flickerman
  - Les Jardins du roi (2014) : Philippe d'Orléans
  - Hunger Games : La Révolte, partie 2 (2015) : Caesar Flickerman
  - Transformers: The Last Knight (2017) : Merlin
  - My Lady (2017) : Jack Maye
  - Nomis (2018) : le commissaire Harper
  - The Silence (2019) : Hugh Andrews
  - Sacrées Sorcières (2020) : M. Stringer
  - Supernova (2020) : Tusker Mulliner
  - Jolt (2021) : Dr Ivan Marcelus Munchin
  - À quel prix ? (2021) : Charles Wolf
  - The King's Man : Première mission (2021) : l'ambassadeur des États-Unis / Bedivere
  - Whitney Houston: I Wanna Dance with Somebody (2022) : Clive Davis
  - The Electric State (2025) : Ethan Skate
  - Fountain of Youth (2025) : l'Ancien

- Ray Liotta dans (6 films) :
  - Corrina, Corrina (1994) : Manny Singer
  - La Rumeur des anges (2000) : Nathan Neubauer
  - John Q (2002) : Monroe
  - Points de rupture (2009) : Jack
  - Droit de passage (2009) : Cole Frankel
  - Un flic pour cible (2011) : le capitaine Marion Mathers

- David Thewlis dans (5 films) :
  - Le Don du roi (1996) : John Pearce
  - Sept Ans au Tibet (1997) : Peter Aufschnaiter
  - Kingdom of Heaven (2005) : le chevalier hospitalier
  - The Lady (2011) : Michael Aris
  - Le Jour de mon retour (2018) : Rodney Hallworth

- Stephen Tobolowsky dans (5 films) :
  - Garfield, le film (2004) : Happy Chapman
  - Blind Dating (2006[n 1]) : Dr Perkins
  - Beethoven : Une star est née ! (2008) : Sal
  - Hors du temps (2009) : Dr David Kendrick
  - Freaky Friday 2 : Encore dans la peau de ma mère (2025) : Elton Bates

- Tim Curry dans (4 films) : 
  - L'embrouille est dans le sac (1991) : Dr Thornton Poole
  - L'Île au trésor des Muppets (1996) : Long John Silver (voix chantée)
  - Charlie et ses drôles de dames (2000) : Roger Corwin
  - Dr Kinsey (2004) : Thurman Rice

- Nathan Lane dans (4 films) :
  - Stuart Little (1999) : Snowbell (voix)
  - Stuart Little 2 (2002) : Snowbell (voix)
  - The Nutcracker in 3D (2010) : l'oncle Albert
  - Blanche-Neige (2012) : Brighton

- Kevin Spacey dans : 
  - Tel est pris qui croyait prendre (1994) : Lloyd Chasseur
  - Swimming with Sharks (1994) : Buddy Ackerman
  - Se7en (1995) : John Doe

- Stephen Fry dans :
  - Oscar Wilde (1997) : Oscar Wilde
  - Alice au pays des merveilles (2010) : le chat du Cheshire (voix)
  - Alice de l'autre côté du miroir (2016) : le chat du Cheshire (voix)

- Patrick Bauchau dans :
  - The Cell (2000) : Lucien Baines
  - La Secrétaire (2002) : Dr Twardon
  - Les Maîtres du jeu (2003) : Malini

- Angus Barnett dans :
  - Pirates des Caraïbes : La Malédiction du Black Pearl (2003) : Mullroy
  - Pirates des Caraïbes : Jusqu'au bout du monde (2007) : Mullroy
  - Pirates des Caraïbes : La Vengeance de Salazar (2017) : Mullroy

- Julian Wadham dans :
  - L'Agent secret (1996) : l’assistant du commissaire
  - Le Patient anglais (1996) : Madox

- Geoffrey Rush dans :
  - Shine (1996) : David Helfgott
  - Frida (2002) : Léon Trotski

- David Bowie dans :
  - Basquiat (1996) : Andy Warhol
  - Le Prestige (2006) : Nikola Tesla

- Richard E. Grant dans : 
  - La Nuit des rois (1996) : Sir Andrew Aguecheek
  - Tout le monde parle de Jamie (2021) : Hugo Battersby / « Loco Channel »

- Elliott Gould dans :
  - American History X (1998) : Murray Rosenberg
  - Morceaux choisis (2000) : le Père LaCage

- Chris Cooper dans :
  - The Patriot : Le Chemin de la liberté (2000) : le colonel Harry Burwell
  - Married Life (2008) : Harry Allen

- Sean Hayes dans :
  - Comme chiens et chats (2001) : M. Tinkles (voix)
  - Comme chiens et chats : La Revanche de Kitty Galore (2010) : M. Tinkles (voix)

- Bill Nighy dans :
  - Coup de peigne (2001) : Ray Robertson
  - Role Play (en) (2024) : Bob Kellerman

- Rupert Everett dans :
  - Amours suspectes (2002) : Dirk Simpson
  - Napoléon (2023) : le duc Arthur Wellesley de Wellington

- Will Ferrell dans :
  - Elfe (2003) : Buddy
  - Serial noceurs (2005) : Chazz Reinhold

- Pierce Brosnan dans :
  - Mamma Mia ! (2008) : Sam Carmichael
  - Mamma Mia! Here We Go Again (2018) : Sam Carmichael

- Thomas Kretschmann dans :
  - Captain America : Le Soldat de l'hiver (2014) : Baron Strucker
  - Avengers : L'Ère d'Ultron (2015) : Baron Strucker

- 1958 : La Revanche de Frankenstein : Dr Victor Stein (Peter Cushing)
- 1961 : Blanche-Neige et les 3 Stooges : ?(doublage effectué tardivement)
- 1963 : Cléopâtre[15] : Marc Antoine (Richard Burton)
- 1971 : Charlie et la Chocolaterie : Bill (Aubrey Woods (en))
- 1971[16] : L'Apprentie sorcière : Pr Emelius Browne (David Tomlinson)
- 1975 : Mandingo : Charles (Ben Masters (en))
- 1976 : L'Âge de cristal : Francis 7 (Richard Jordan)
- 1977[17] : Peter et Elliott le dragon : Dr Terminus (Jim Dale)
- 1981 : Le Dragon du lac de feu : Galen (Peter MacNicol)
- 1982 : Tron : Ram (Dan Shor)
- 1982 : Grease 2 : Michael Carrington (Maxwell Caulfield)
- 1982 : Porky's : le coach Paul Brakett (Boyd Gaines)
- 1983 : À bout de souffle, made in USA : le sergent Enright (Robert Dunn)
- 1984 : Star Trek 3 : À la recherche de Spock : le commandant J. T. Esteban (Phillip Richard Allen (en))
- 1985 : Brazil : Jack Lint (Michael Palin)
- 1985 : Police Academy 2 : l'officier Eugene Tackleberry (David Graf)
- 1986 : Top Gun : le lieutenant Ron Kerner (Rick Rossovich)
- 1986 : Chambre avec vue : Cecil Vyse (Daniel Day-Lewis)
- 1990 : La Maison Russie : Clive (Michael Kitchen)
- 1990 : Aux sources du Nil : Norton Shaw (Peter Eyre)
- 1990 : Rosencrantz et Guildenstern sont morts : Guildenstern (Tim Roth)
- 1990 : Un thé au Sahara : Port Moresby (John Malkovich)
- 1990 : L'Amour dans de beaux draps : Harry Turner (Scott Bakula)
- 1991 : Edward aux mains d'argent : le banquier
- 1992 : 1492 : Christophe Colomb : le roi Ferdinand (Fernando Garcia Rimada)
- 1992 : The Player : Griffin Mill (Tim Robbins)
- 1993 : Les Trois Mousquetaires : Athos (Kiefer Sutherland)
- 1993 : État second : Brillstein (Tom Hulce)
- 1994 : Ed Wood : Bunny Breckenridge (Bill Murray)
- 1994 : Priscilla, folle du désert : Tick / Mitzi (Hugo Weaving)
- 1994 : Les Patriotes : Oron (Moshe Ivgy)
- 1994 : Blink : Dr Ryan Pierce (Peter Friedman)
- 1995 : Crossing Guard : Roger (Robbie Robertson)
- 1996 : Emma : le révérend Elton (Alan Cumming)
- 1996 : Disjoncté : voix additionnelles
- 1996 : Space Jam : Monstar Blanko (bleu) (Steve Kehela) (voix)
- 1996 : Larry Flynt : l’avocat de DeLorean
- 1997 : Jackie Brown : lui-même (Tony Curtis) (images d'archive)
- 1998 : Meet the Deedles : Phil Deedle (Paul Walker)
- 1998 : Urban Legend : le professeur William Wexler (Robert Englund)
- 1998 : Le Masque de Zorro : le gouverneur Don Rafael Montero (Stuart Wilson)
- 1999 : La Momie : l'égyptologue (Jonathan Hyde)
- 1999 : La Fin d'une liaison : Henry Miles (Stephen Rea)
- 2000 : Mafia parano : Dr Jeff Bleckner (Michael Mantell)
- 2000 : Scary Movie : voix additionnelle
- 2000 : La Coupe d'or : M. Blint (Robin Hart)
- 2001 : Le Mexicain : Bernie Nayman (Bob Balaban)
- 2001 : Potins mondains et Amnésies partielles : Griffin Miller (Garry Shandling)
- 2001 : Harrison's Flowers : Harrison Floyd (David Strathairn)
- 2001 : Carton rouge : Ratchett (Geoff Bell)
- 2001 : Escrocs : Walter Greenbaum (Richard Schiff)
- 2001 : L'Homme d'Elysian Fields : Luther Fox (Mick Jagger)
- 2002 : Top chronos : Dr Gibbs (Robin Thomas (en))
- 2003 : Company : un chorégraphe (Robert Desrosiers (en))
- 2004 : Le Fantôme de l'Opéra : André (Simon Callow)
- 2004 : Et l'homme créa la femme : Roger Bannister (Roger Bart)
- 2004 : Birth : Joseph (Danny Huston)
- 2005 : Casanova : Paprizzio (Oliver Platt)
- 2005 : L'Exorcisme d'Emily Rose : Karl Gunderson (Colm Feore)
- 2006 : L'Illusionniste : le prince héritier Léopold (Rufus Sewell)
- 2006 : Lettres d'Iwo Jima : le général Tadamichi Kuribayashi (Ken Watanabe)
- 2006 : La Vie des autres : Egon Schwalber (Hubertus Hartmann (de))
- 2006 : Les Fantômes de Goya : un moine (Frank Baker)
- 2007 : Hot Fuzz : Martin Blower (David Threlfall)
- 2007 : À la recherche du bonheur : Walter Ribbon (Kurt Fuller)
- 2007 : Outlaw : Frank Lordish (Andy Parfitt)
- 2007 : Le Nombre 23 : Isaac / Dr Miles Phœnix (Danny Huston)
- 2008 : Un mariage de rêve : Lord Hurst (Pip Torrens)
- 2008 : Wild Child : M. Christopher (Nick Frost)
- 2008 : Bons Baisers de Bruges : Harry Waters (Ralph Fiennes)
- 2008 : Braquage à l'anglaise : Tim Everett (Richard Lintern)
- 2009 : Arthur et la Vengeance de Maltazard : Di Vinci (Allan Wenger) (voix)
- 2009 : Victoria : Les Jeunes Années d'une reine : Sir John Conroy (Mark Strong)
- 2010 : Wolfman : Dr Hoenneger (Antony Sher)
- 2010 : Kick-Ass : un présentateur de talk-show (Craig Ferguson)
- 2011 : Happy New Year : M. Buellerton (Matthew Broderick)
- 2012 : Ted : Thomas (Matt Walsh)
- 2013 : Le Dernier Exorcisme : Part II : John Calder (David Jensen)
- 2013 : Dans l'ombre de Mary : Don DaGradi (Bradley Whitford)
- 2013 : My Movie Project : le narrateur (Phil Crowley) (voix)
- 2013 : Iron Man 3 : Matthew Ellis, le président des États-Unis (William Sadler)
- 2014 : Opération Muppets : Jean-Pierre Napoléon (Ty Burrell)
- 2015 : Spy : lui-même (Verka Serduchka), Patrick (Michael McDonald (en))
- 2016 : Les Animaux Fantastiques : Barker (Tom Hodgkins) et le ministre de la magie Anglais (Richard Clothier (de))
- 2016 : Mascots : Corky St. Clair (Christopher Guest)
- 2017 : La Belle et la Bête : Maurice, le père de Belle (Kevin Kline)
- 2018 : Jean-Christophe et Winnie : Maître Hibou (Toby Jones) (voix)
- 2018 : La Ballade de Buster Scruggs : René, le Français (Saul Rubinek)
- 2018 : Stan et Ollie : Stan Laurel (Steve Coogan)
- 2018 : Marie Stuart, Reine d'Écosse : William Cecil (Guy Pearce)
- 2019 : Hellboy : August Swain (Nitin Ganatra)
- 2019 : Aladdin : l'Imam (Stefan Kalipha (en))
- 2019 : La Belle et le Clochard : Tony (F. Murray Abraham)
- 2020 : Le Mauvais Œil (en) : Guruji (Kamran Shaikh)
- 2021 : Security (en) : Curzio Pilati (Fabrizio Bentivoglio)
- 2021 : Billie Holiday, une affaire d'État : Reginald Lord Devine (Leslie Jordan)
- 2021 : Muppets Haunted Mansion : McGuffin (Will Arnett)
- 2022 : Il était une fois 2 : le Parchemin (Alan Tudyk) (voix)
- 2024 : Wicked : le professeur Dillamond (Peter Dinklage)

#### Films d'animation
- 1937[n 2] : Blanche-Neige et les Sept Nains : Atchoum
- 1942[n 3] : Bambi : Bambi adulte
- 1946[n 4] : La Boîte à musique : le narrateur de Pierre et le Loup
- 1948[n 5] : Mélodie Cocktail : l'Ange gardien
- 1977[n 6] : Les Aventures de Winnie l'ourson : Maître Hibou
- 1989 : Le Triomphe de Babar : Pompadour
- 1991 : Homère le roi des cabots : Homère
- 1992 : Aladdin : le colporteur ambulant au début du film
- 1993 : David Copperfield : Edward Murdstone
- 1994 : Le Petit Dinosaure : Petit-Pied et son nouvel ami : Shnock
- 1994 : Le Retour de Jafar : le colporteur
- 1994 : Felidae : Pascal, Claudandus
- 1995 : Papadoll au royaume des chats : Suttoboke
- 1995 : Toy Story : Lenny, l'homme de la station-service et la voix masculine de Pizza Planet
- 1996 : Aladdin et le Roi des voleurs : le colporteur
- 1996 : Le Bossu de Notre-Dame : Clopin / la Muraille
- 1996 : James et la Pêche géante : M. Sauterelle
- 1997 : Winnie l'ourson 2 : Maître Hibou
- 1998 : Pocahontas 2 : Un monde nouveau : le bouffon n°1
- 1998 : Buster et Junior : le duc de Raush
- 1998 : 1 001 Pattes : Fil
- 1999 : Mes voisins les Yamada : le narrateur (1er doublage)
- 1999 : Mon Beau Sapin[18] : ?
- 2000 : Les Aventures de Tigrou : Maître Hibou
- 2001 : Un chant de Noël : Jacob Marley[n 7]
- 2002 : La Planète au trésor : Un nouvel univers : Dr Delbert Doppler
- 2002 : L'Enfant qui voulait être un ours : le corbeau
- 2002 : Le Bossu de Notre-Dame 2 : Clopin / la Muraille
- 2002 : La Princesse au petit pois : Laird
- 2003 : Les Aventures de Porcinet : Maître Hibou
- 2003 : Sinbad : La Légende des sept mers : voix additionnelles
- 2005 : Robots : Krank
- 2005 : Stuart Little 3 : Snowbell
- 2005 : Chicken Little : le principal Fetchit
- 2005 : Les Contes de Terremer : un ministre d'Enlad
- 2006 : Astérix et les Vikings : Assurancetourix, Cocofonix
- 2006 : U : Baba, le père des Wéwés
- 2007 : Shrek le troisième : Messire Merlin
- 2007 : Tous à l'Ouest : Averell Dalton (création de voix)
- 2008 : Les Aventures de Impy le Dinosaure : Dr Zonderburgh
- 2008 : Jasper, pingouin explorateur : le capitaine
- 2010 : Comme chiens et chats : La Revanche de Kitty Galore : M. Tinkles
- 2010 : Le Royaume de Ga'hoole : Perce-Neige
- 2010 : Alpha et Oméga : Paddy
- 2011 : Kung Fu Panda 2 : le seigneur Shen
- 2011 : Rango : Ambrose
- 2011 : Cars 2 : le professeur Z
- 2011 : Winnie l'ourson : Maître Hibou
- 2011 : Thor : Légendes d'Asgard : Algrim
- 2012 : Le Magasin des suicides : Mishima Tuvache (création de voix)
- 2012 : Niko, le petit renne 2 : Eddy
- 2012 : Drôles d'oiseaux : César, le marabout
- 2012 : Les Mondes de Ralph : Sa Sucrerie dans les bandes-annonces
- 2013 : La Reine des neiges : le duc de Weselton
- 2013 : Le Manoir magique : Lorenz
- 2013 : Le Père Frimas : l'homme moustachu
- 2013 : Khumba : Bradley
- 2014 : Astérix : Le Domaine des dieux : Panoramix (création de voix)
- 2014 : Khumba : Bradley
- 2014 : Les Moomins sur la Riviera : le marquis Mongaga
- 2015 : Dofus, livre 1 : Julith : Atcham (création de voix)
- 2016 : Ratchet et Clank : le président Drek
- 2016 : Norm : Socrate
- 2018 : Astérix : Le Secret de la potion magique : Panoramix (création de voix)
- 2018 : Maya l'abeille 2 : Les Jeux du miel : Mantis
- 2019 : La Reine des neiges 2 : le duc de Weselton
- 2021 : Teen Titans Go! découvrent Space Jam : Blanko
- 2023 : Il était une fois un studio : Chapelier fou (court métrage)
- 2024 : Anzu, chat-fantôme : Oshô
- 2024 : Le Robot sauvage : Long-Cou[n 8]
- 2024 : Ellian et le Sortilège : Bolinar[n 9]

### Télévision

#### Téléfilms
- 1996 : L'Anneau de Cassandra : Max Thomas (Tim DeKay)
- 1999 : Citizen Welles : Herman J. Mankiewicz (John Malkovich)
- 2001 : Appelez-moi le Père Noël ! : Ralph (Taylor Negron)
- 2005 : McBride : Secret médical : Harry Evers (Stephen Tobolowsky)
- 2006 : Bernard et Doris : Bernard Lafferty (Ralph Fiennes)
- 2007 : Perdues dans la tourmente : Steve Walsh (Daniel Roebuck)
- 2007 : Re-Animated : Golly Gopher (Paul Reubens) (voix)
- 2012 : Retour au pays : August Staudenmeyer (August Zirner (en))
- 2012 : Le Mystère d'Edwin Drood : Hiram Grewgious (Alun Armstrong)
- 2013 : Ma vie avec Liberace : Wladziu Valentino Liberace (Michael Douglas)
- 2017 : Coup de foudre à Paris : Hugo Blanchet (Bruce Davison)
- 2020 : Amy Thompson, le combat d'une mère : Bob Moss (Greg Dorchak)
- 2021 : Coup de foudre avant Noël : Sean Doyle (Rod Wilson)
- 2022 : Le Refuge du dernier président (de) : Erich Honecker (Edgar Selge)

#### Téléfilm d'animation
- 2007 : Billy et Mandy : La grande aventure de Croquemitaine : le Croquemitaine

#### Séries télévisées
- Stephen Tobolowsky dans (20 séries) :
  - À la Maison-Blanche (2004) : Max Milkman (saison 5, épisode 10)
  - Will et Grace (2004) : Ned Weathers (saison 7, épisode 4)
  - Deadwood (2005-2006) : Hugo Jarry (9 épisodes)
  - Desperate Housewives (2006) : Bud Penrod (saison 2, épisode 22)
  - Big Day (2006-2007) : le Garf (5 épisodes)
  - Boston Justice (2007) : Dr Alvin Azinabinacroft (saison 3, épisode 16)
  - Heroes (2007-2008) : Bob Bishop (11 épisodes)
  - Raines (2007) : Wally Anderson (mini-série)
  - John from Cincinnati (2007) : Mark Lewinsky (3 épisodes)
  - Les Experts (2008) : Spencer Freiberg (saison 8, épisode 16)
  - Glee (2009-2011) : Sandy Ryerson (8 épisodes)
  - New York, unité spéciale (2010) : Edwin Adelson (saison 12, épisode 2)
  - Californication (2011-2014) : Stu Beggs (30 épisodes)
  - The Mindy Project (2012) : Dr Marc Shulman (épisodes 1 à 8)
  - Justified (2012-2013) : l'agent Jerry Barkley (3 épisodes)
  - The Hotwives of Orlando (2014) : Phil (7 épisodes)
  - Blunt Talk (2016) : Daniel Rudolph (saison 2, épisode 9)
  - Silicon Valley (2016-2017) : Jack Barker (13 épisodes)
  - White Famous (2017) : Stu Beggs (épisodes 1 et 4)
  - The Madness (2024) : Donald Sloss Sr. (mini-série)

- Patrick Bauchau dans (7 séries) :
  - Le Caméléon (1997-2001) : Sydney Green
  - Révélations (2005) : Dr Daniel Goran (mini-série)
  - Dr House (2005) : Dr Rowan Chase (saison 1, épisode 13)
  - Alias (2006) : Dr Aldo Desantis (saison 5, épisodes 5 et 9)
  - Castle (2009) : Caine Powell (saison 1, épisode 7)
  - Burn Notice (2011) : Lucien Balan (saison 5, épisode 9)
  - Crossing Lines (2015) : Christophe Bernard (saison 3, épisode 8)

- Gregory Itzin dans (7 séries) : 
  - 24 Heures chrono (2005-2010) : le président Charles Logan  (44 épisodes)
  - Médium (2008) : le sénateur Jed Garrity (saison 4, épisode 6)
  - Hannah Montana (2008) : William Harris (saison 2, épisode 27)
  - Covert Affairs (2010-2013) : Henry Wilcox (25 épisodes)
  - Once Upon a Time (2015) : Alphonse, le père de Victor Frankenstein (saison 2, épisode 12)
  - Hawaii 5-0 (2015) : Alex Mackey (saison 5, épisode 12)
  - Code Black (2018) : Dr David Stoval (saison 3, épisode 6)

- Robert Picardo dans (5 séries) :
  - Stargate Atlantis (2006-2009) : Richard Woolsey (20 épisodes)
  - Women's Murder Club (2007) : Allen Douglas (épisode 4)
  - Chuck (2009) : Dr Howard Busgang (saison 2, épisode 16)
  - Supernatural (2010) : Wayne Whittaker/Lutin (saison 6, épisode 9)
  - Bones (2014) : Dr Lawrence Rozran (saison 9, épisode 15)

- Stanley Tucci dans (4 séries) :
  - Monk (2006) : David Ruskin (saison 5, épisode 1)
  - Urgences (2007-2008) : Dr Kevin Moretti (10 épisodes)
  - Fortitude (2015) : l'inspecteur-chef Eugene Morton (9 épisodes)
  - Inside Man (2022) : Jefferson Grieff (mini-série)

- Daniel Davis dans : 
  - Une nounou d'enfer (1995-2000) : Niles (145 épisodes)
  - The Practice : Donnell et Associés (2000) : le juge Barton Wolfe (3 épisodes)

- David Thewlis dans : 
  - Fargo (2017) : V.M. Varga (saison 3)
  - Landscapers (en) (2021) : Christopher Edwards (mini-série)

- 1986 : Le Fantôme de Dungong[19] : le révérend Dalton (Duncan Wass) (mini-série)
- 1994 : Le Prince de Bel-Air : lui-même (Donald Trump) (saison 4, épisode 25)
- 1994-1995 : Brisco County : Brisco County Jr. (Bruce Campbell) (27 épisodes)
- 1996 : X-Files : Aux frontières du réel : l'Agent (Dan Zukovic) (saison 4, épisode 7)
- 1997-2001 : Le Caméléon : Sydney et Jacob jeunes (Alex Wexo) (46 épisodes)
- 1998-2000 : Le Clown : le commissaire Führmann (Andreas Schmidt-Schaller (de)) (1re voix, saisons 1 à 4)
- 2000 : Ally McBeal : Brian Selig (Tim Dutton (en)) (saison 3, épisodes 19 à 21)
- 2001-2002 : Six Feet Under : Robbie, l'assistant de Nikolaï (Joel Brooks) (1re voix, saisons 1-2)
- 2001-2003 : Le Livre de Winnie l'ourson : Maître Hibou (Andre Stojka (en)) (voix)
- 2002 : Preuve à l'appui : Curt Schneider (Robert LuPone (en)) (saison 1, épisodes 21-23)
- 2002 : Double Jeu : Dr Claus Reiter (Gerd Anthoff (en))
- 2004 : Miss Marple : Révérend Leonard Clement (Tim McInnerny) (saison 1, épisode 2)
- 2004-2009 : The L Word : Dan Foxworthy (Daryl Shuttleworth (en)) (7 épisodes)
- 2005-2010 : Lost : Les Disparus : Dr Leslie Arzt (Daniel Roebuck) (9 épisodes)
- 2006 : Desperate Housewives : Harvey Bigsby (Brian Kerwin) (saison 3, épisodes 6 et 7)
- 2007 : Dresden, enquêtes parallèles : Hrothbert « Bob » de Bainbridge (Terrence Mann) (12 épisodes)
- 2007-2008 : Cory est dans la place : le président Richard Martinez (John D'Aquino) (34 épisodes)
- 2007-2015 : Inspecteur Lewis : l'inspecteur Robert Lewis (Kevin Whately) (33 épisodes)
- 2008 : Discworld : Rincevent (David Jason) (mini-série)
- 2008 : La Petite Dorrit : M. Meagles (Bill Paterson) (mini-série)
- 2008 : Robin des Bois : Docteur Blight (David Bamber) (saison 2, épisode 5)
- 2008 : Lipstick Jungle : Les Reines de Manhattan : Hector Matrick (Julian Sands)
- 2008 : Cashmere Mafia : Clive Hughes (Daniel Gerroll (en)) (mini-série)
- 2008-2010 : Romanzo criminale : Maître Vasta (Fabio Camilli (en)) (22 épisodes)
- 2009 : Les Sorciers de Waverly Place : Alucard Van Heusen (J. D. Cullum (en)) (saison 2, épisodes 26 et 27)
- 2009 : Les Tudors : Sir Francis Bryan (Alan Van Sprang) (saison 3)
- 2009 : Breaking Bad : Dr Chavez (Harry Groener) (saison 2, épisode 3)
- 2009 : Sons of Anarchy : Ethan Zobelle (Adam Arkin) (11 épisodes)
- 2009 : Desperate Housewives : Bruce (Christopher Rich) (saison 5, épisode 16)
- 2009 : Lie to Me : Martin Wexler (Scott Klace (en)) (saison 1, épisode 11)
- 2010-2015 : Downton Abbey : Dr Richard Clarkson (David Robb) (34 épisodes)
- 2011 : New York, section criminelle : Evan Korman (Christopher McDonald) (saison 10, épisode 7)
- 2011-2013 : Drop Dead Diva : Geoff Hensley (Tom Nowicki) (5 épisodes)
- 2012-2013 : Nikita : Morgan Kendrick (Brian Howe) (3 épisodes)
- 2013 : La Bible : Ponce Pilate (Greg Hicks) (mini-série)
- 2013 : Borgen, une femme au pouvoir : Jon Berthelsen (Jens Albinus) (9 épisodes)
- 2013 : Un cas pour deux : l'avocat Werner Batschke (August Zirner (en)) (saison 32, épisode 6)
- 2015-2016 : The Grinder : Dean Sanderson, Sr. (William Devane) (22 épisodes)
- 2015 : Dans l'ombre des Tudors : Thomas More (Anton Lesser) (mini-série)
- 2015 : Hand of God : l'évêque Bruce Compton (Obba Babatundé) (3 épisodes)
- 2015 : The Brink : Martin (Rob Brydon) (3 épisodes)
- 2016 : Legends of Tomorrow : le shérif (John Novak) (saison 1, épisode 8)
- 2016-2017 : Graves : Lawrence Mills (Roger Bart) (11 épisodes)
- 2017 : Twin Peaks : Phillip Jeffries (Nathan Frizzell) (voix)
- 2017 : Colony : Bob Burke (Toby Huss) (7 épisodes)
- 2017 : Trial and Error : Jeremiah Davis (Bob Gunton) (6 épisodes)
- 2017-2018 : This Is Us : lui-même (Ron Howard) (4 épisodes)
- 2018-2019 : Insatiable : le présentateur du concours de beauté (Bill Alverson) (saison 1, épisode 1 et saison 2, épisode 1)
- 2019 : Chernobyl : Aleksandr Charkov (Alan Williams) (mini-série)
- 2019 : Dans leur regard : Michael Sheehan (William Sadler) (mini-série)
- 2019 : Living with Yourself : M. Hillston (Jerry Adler) (épisode 3)
- 2019 : Designated Survivor : Garrett Detwiler (Rob Stewart) (4 épisodes)
- 2020 : AJ and the Queen : Lloyd Johnson (Tim Bagley) (épisode 5)
- 2020 : Les Nouvelles Légendes du roi singe : le gardien du sanctuaire [Qui ?] (saison 2, épisodes 1-2)
- 2020 : Quiz : David Liddiment (Risteárd Cooper (en)) (mini-série)
- 2020-2021 : Work in Progress : Edward (Bruce Jarchow) (7 épisodes)
- 2021 : WandaVision : Dr Nielsen (Randy Oglesby (en)) (mini-série, épisode 3)
- 2021 : Vigil : contre-amiral Shaw (Stephen Dillane) (mini-série)
- 2021 : A Very British Scandal : George Wigham (Richard McCabe) (mini-série)
- depuis 2021 : Only Murders in the Building : Oliver Putnam (Martin Short)
- 2022 : Sandman : Dr John Hathaway (Bill Paterson) (saison 1, épisode 1)
- 2022 : Barry : Tom Posorro (Fred Melamed)
- 2022 : The Crown : Dr Nigel Southward (Robert Portal (en)) (saison 5, épisode 1)
- 2022 : The Thing About Pam : le narrateur (Keith Morrison (en)) (mini-série, voix)
- depuis 2022 : The Gilded Age : M. Church (Jack Gilpin (en))
- 2024 : Kübra : Ekrem (Cüneyt Yalaz (tr)) (saison 1, épisode 8)
- 2024 : The Gentlemen : l'Évangile (Pearce Quigley (en))
- 2024 : Sugar : Bernie Siegel (Dennis Boutsikaris)
- 2024 : Betty, la fea : L'Histoire continue : ? (?)
- 2024 : Nautilus : le Rajah blanc (Richard E. Grant)
- 2025 : Étoile : Crispin Shamblee (Simon Callow)

#### Séries d'animation
- 1991[20] : Sandokân : Sandokân
- 1995 : Aladdin : chanteur du générique
- 1998 : Hercule : Bernard (voix chantée, épisode 4)
- 2001-2003 : Les Nouvelles Aventures de Lucky Luke : Averell Dalton, le président Grant, le maire de Nothing Gulch, Don Quichotte, Buffalo Bill, la reine Victoria, Auguste Lumière, voix additionnelles (création de voix)
- 2001-2007 : Billy et Mandy, aventuriers de l'au-delà : le croque-mitaine
- 2003 : Nom de code : Kids Next Door : voix additionnelles (saison 1)
- 2003 : Stuart Little (en) : Snowbell
- 2004-2005 : Monster : le commissaire Runge
- 2005-2006 : Les Zinzins de l'espace : Etno Polino (création de voix - 2e voix, saison 2)
- 2005-2008 : Batman : Scarface
- 2007-2008 : Mandarine and Cow : la vache (création de voix)
- 2007-2008 : Sammy et Scooby en folie : Dr Phinéus Phibes
- 2008 / 2013 : Star Wars: The Clone Wars : Dr Nuvo Vindi (épisodes 17 et 18), Huyang (saison 5)
- 2008-2018 : Magic : Monseigneur le crapeau (création de voix)
- 2009-2010 : Gaston : Yves Lebrac (création de voix)
- 2009-2011 : Super Hero Squad : Tête-d'œuf et le baron Mordo
- 2009-2015 : Les Dalton : Averell Dalton (création de voix)
- 2010-2020 : Le Livre de la jungle : Kaa, Hathi et Akela (création de voix)
- 2013-2016 : Les Singestronautes : Dr Chimpsky
- 2014 : Dofus : Aux trésors de Kerubim : Atcham (création de voix)
- 2014-2015 : Copy Cut : voix additionnelles
- 2014 / 2024 : Wakfu : Atcham (création de voix - épisodes spéciaux et saison 4)
- 2015 : La Forêt de l'Étrange : le bûcheron[n 10]
- 2015-2016 : Shazzam Super 2000 : Dabra
- 2016-2018 : Animals (en) : ?
- 2016-2020 : Oui-Oui : Enquêtes au Pays des jouets : Whizz
- 2017 : La tribu Monchhichi : Sylvus
- 2018 : La Légende des Trois Caballeros : le baron Von Sheldgoose
- 2019-2020 : Barbapapa en famille : le narrateur / Strict (création de voix)
- 2020 : Scooby-Doo et Compagnie : Tim Gunn (saison 2, épisode 6)
- 2020-2022 : Central Park : Bitsy Brandenham
- 2021 : Godzilla Singular Point (en) : Gorō Ōtaki
- 2021 : Queer Force : Demetrius Viszion
- 2021 : Gus, le chevalier minus : Merlin (création de voix)
- 2021-2023 : What If...? : Dr Abraham Erskine[n 11] (saison 1, épisode 1 et saison 2, épisode 9)
- 2023 : Blue Eye Samurai : Eiji[n 12]
- 2023 : Tobie Lolness : ? (création de voix)
- 2024 : Transformers : EarthSpark : Aftermath[n 13]
- 2024 : Ariel : Duc de Poisson-clown[n 14]

### Jeux vidéo
- 2000 : Winnie l'ourson : La Chasse au miel de Tigrou : Maître Hibou
- 2001 : Winnie l'ourson - Premières Decouvertes : Maître Hibou
- 2002 : Donald Duck : Qui est PK ? : l'Ordinateur-1
- 2002 : Winnie l'ourson : C'est la récré ! : Maître Hibou
- 2003 : Les Aventures de Porcinet : Maître Hibou
- 2004 : Crash TwinSanity : le Dr N. Tropy, Victor
- 2005 : Winnie l'ourson : À la recherche des souvenirs oubliés : Maître Hibou
- 2005 : Stuart Little 3 : L'Aventure photographique : Snowbell
- 2006 : Kingdom Hearts 2 : Maître Hibou et le marchand ambulant
- 2010 : Kinect: Disneyland Adventures : la Chenille bleue
- 2011 : Star Wars: The Old Republic : C2-N2, Melkor Dinn, Seigneur Anathemos, Moff Tyrak, Seigneur Tetsu, voix additionnelles
- 2011 : The Elder Scrolls V: Skyrim - Dragonborn : Adril Arano
- 2012 : Kinect Héros : Une aventure Disney-Pixar : le professeur Z
- 2013 : Sly Cooper : Voleurs à travers le temps : Toothpick
- 2014 : Call of Duty: Advanced Warfare : voix additionnelles
- 2014 : Assassin's Creed Rogue : soldats français
- 2015 : Assassin's Creed Syndicate : Charles Dickens
- 2017 : Hearthstone : Malto (dans le court-métrage Jouons à Hearthstone)
- 2018 : Assassin's Creed Odyssey : Périclès et voix additionnelles (habitant, prêtre...)
- 2019 : Astérix et Obélix XXL 3 : Le Menhir de cristal : Panoramix
- 2023 : Final Fantasy XVI : Viktor

### Publicités
- Feu vert : la mascotte, le chat Ramsès (2009-2020)
- Président (années 2020)

### Autres
- 2019 : Voix française de la nouvelle version de l'attraction Phantom Manor à Disneyland Paris.
- 2019 : Voix de Panoramix dans l'attraction Attention Menhir au Parc Astérix.

## Livres audio
- 2022 : The Sandman : Acte II, de Neil Gaiman et Dirk Maggs, lu avec Jean Barnay, Sébastien Desjours, Namakan Kone, Martial Le Minoux, Céline Melloul, Alexandre Nguyen et Guillaume Orsat, Audible, 13h34

## Distinctions
- Molières 1993 : Molière du comédien dans un second rôle pour La Jalousie[2],[21] (nomination)
- Molières 1997 : Molière du comédien dans un second rôle pour Sylvia[2] (nomination)